# أورلاندو أرافينا
أورلاندو أرافينا (بالإسبانية: Orlando Aravena)‏ هو لاعب كرة قدم ومدرب كرة قدم تشيلي في مركز الوسط، ولد في 21 أكتوبر 1942 في تالكا في تشيلي. شارك مع منتخب تشيلي لكرة القدم. أما مع النوادي، فقد لعب مع ديبورتيس ماجالانز وكولو-كولو ولاسيرينا ونادي بالستينو.